# Love of Life (album)
Love of Life – ósmy album studyjny amerykańskiego zespołu Swans, wydany w 1992 przez Young God Records. Z płyty pochodzi opublikowany w tym samym roku singel Love of Life / Amnesia.
Pod względem brzmienia Love of Life nawiązuje do poprzedniej płyty White Light from the Mouth of Infinity. Charakterystycznym elementem albumu są eksperymenty dźwiękowe w postaci różnego rodzaju instrumentalnych fragmentów, sampli i nagrań archiwalnych. Autorem utworów na płycie jest Michael Gira z wyjątkiem „She Cries (for Spider)”, którego autorką jest Jarboe.

## Lista utworów
Wersja LP / CD:
| Nr  | Tytuł utworu                                   | Długość |
| --- | ---------------------------------------------- | ------- |
| 1.  | „(---)”                                        | 0:17    |
| 2.  | „Love of Life”                                 | 3:41    |
| 3.  | „The Golden Boy That Was Swallowed by the Sea” | 4:31    |
| 4.  | „(---)”                                        | 0:37    |
| 5.  | „(---)”                                        | 2:06    |
| 6.  | „The Other Side of the World”                  | 4:40    |
| 7.  | „Her”                                          | 5:24    |
| 8.  | „The Sound of Freedom”                         | 4:34    |
| 9.  | „(---)”                                        | 0:34    |
| 10. | „Amnesia”                                      | 4:19    |
| 11. | „Identity”                                     | 4:30    |
| 12. | „(---)”                                        | 1:02    |
| 13. | „In the Eyes of Nature”                        | 4:42    |
| 14. | „She Cries (for Spider)”                       | 4:57    |
| 15. | „God Loves America”                            | 3:43    |
| 16. | „(---)”                                        | 1:19    |
| 17. | „No Cure for the Lonely” (tylko w wersji CD)   | 2:56    |
|     |                                                | 53:52   |

- „She Cries (for Spider)” jest inną wersją utworu umieszczonego wcześniej na solowym albumie Jarboe Thirteen Masks z 1991.

## Twórcy
- Michael Gira – śpiew, gitara elektryczna, gitara akustyczna, instrumenty klawiszowe, dźwięki, sample, aranżacje
- Jarboe – śpiew, instrumenty klawiszowe, melotron, aranżacje
- Clinton Steele – gitara elektryczna, gitara akustyczna
- Larry Seven – gitara elektryczna, gitara basowa
- Algis Kizys – gitara basowa
- Jenny Wade – gitara basowa
- Troy Gregory – gitara basowa
- Ted Parsons – perkusja
- Vincent Signorelli – perkusja
- Adam Jankowski – narracja w „Identity”

## Reedycje
Niektóre utwory z płyty weszły w skład kompilacji Various Failures z 1999 oraz reedycji Forever Burned z 2003.
W 2015 nakładem Young God Records i Mute Records album został wydany ponownie jako część trzypłytowej reedycji pod tytułem White Light from the Mouth of Infinity / Love of Life (Deluxe Edition). W tym samym czasie ukazała się również winylowa reedycja albumu.